# Sicherheitspolizei (Weimarer Republik)

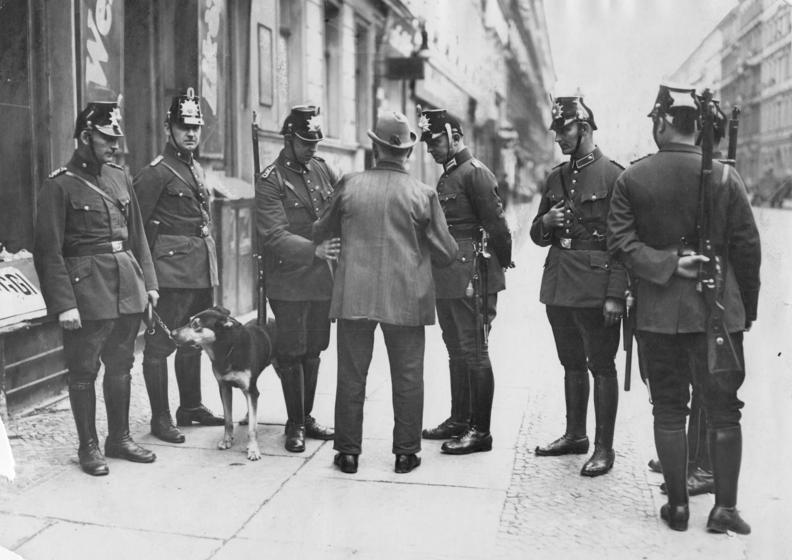
Berlin-Wedding, Polizei-Razzia (Bundesarchiv)

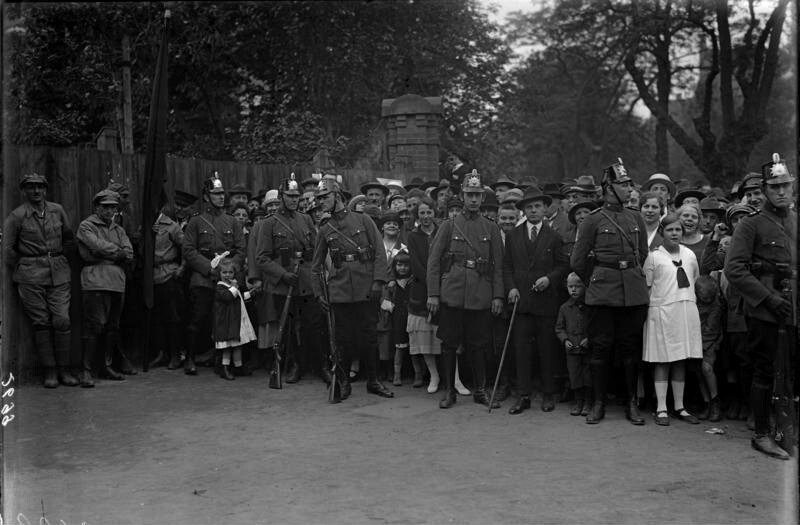
Berlin, Rot-Front-Kämpfer-Tag (Bundesarchiv)

Die Sicherheitspolizei (SiPo oder Sipo) war eine paramilitärische deutsche Polizeitruppe, die Ende 1919 in den meisten Ländern der Weimarer Republik aufgestellt und größtenteils vom Reich finanziert wurde. Sie war die erste deutsche kasernierte Polizeitruppe und Vorläuferin der heutigen Bereitschaftspolizei.

## Aufstellung
Die Sicherheitspolizeien der Länder wurden Ende 1919 in den meisten deutschen Ländern aufgestellt und waren Mitte 1920 einsatzbereit.
Angesichts der instabilen innenpolitischen Lage mit bürgerkriegsähnlichen Zuständen, vor allem in der Reichshauptstadt Berlin, hielt Hauptmann Waldemar Pabst vom Garde-Kavallerie-Schützen-Korps eine kasernierte und militärisch bewaffnete und ausgebildete Polizeitruppe für notwendig. Sie sollte bei der Aufstandsbekämpfung ein brauchbareres Werkzeug sein als die vorhandenen, aus der Monarchie übernommenen Polizeikräfte. Ein entsprechendes Konzept sandte Pabst noch während der Berliner Märzkämpfe am 10. März 1919 an den Reichswehrminister Gustav Noske, der den Plan guthieß und gemeinsam mit Wolfgang Heine seine Verwirklichung förderte. Die so geschaffene Polizeitruppe sollte nach dem Willen Noskes zugleich den Kern der neuen Reichswehr bilden.
Am 8. September 1919 demonstrierten 2500 Beamte der Schutzpolizei aus ganz Deutschland mit dem Reichsverband der deutschen Polizei gegen den Aufbau der Sipo.

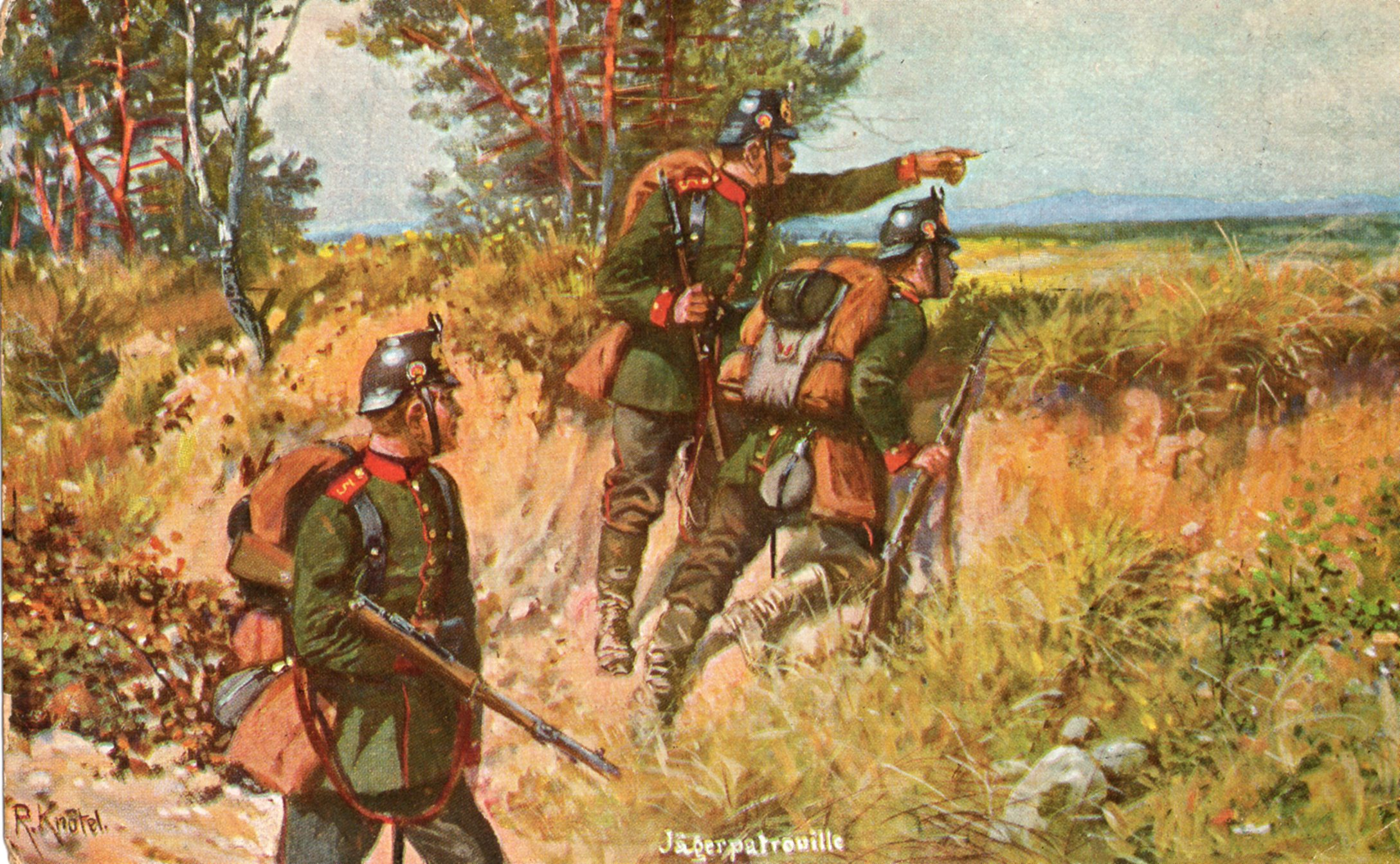
Jägerpatrouille. Gemälde von Richard Knötel um 1910

Im Gegensatz zur herkömmlichen Polizei im Einzeldienst, die in der Regel blaue Uniformen trug, wurde die Sipo auch nach ihrer Uniformfarbe die „grüne Polizei“ genannt. Die graugrüne Uniform entsprach weitgehend der Uniform der Jägertruppe der Armee. Besonderes äußeres Merkmal war der ebenfalls von den Jägern übernommene Tschako als Kopfbedeckung.

## Umwandlung und Neuorganisation
Bereits im Laufe des Jahres 1920 wurden die Sicherheitspolizeien aufgrund französischer Proteste aufgelöst und je nach Land entweder in die Schutzpolizei (Schupo; im Freistaat Preußen, Sachsen und Württemberg), Landespolizei, so die Bayerische Landespolizei im Freistaat Bayern oder Ordnungspolizei (Orpo; in Hamburg, Oldenburgische Ordnungspolizei im Freistaat Oldenburg, Lübeck, Anhalt, Baden, Mecklenburg-Schwerin) überführt. In Hessen wurde der Begriff Sicherheitspolizei beibehalten, in Mecklenburg-Strelitz wurde die Sicherheitspolizei in Staatspolizei umbenannt, in Thüringen der Terminus Landespolizei benutzt (ab 1931 auch Schutzpolizei), in der Republik Baden der Begriff Gruppenpolizei.
Die Dienstverhältnisse regelte zunächst das Reichsgesetz über die Schutzpolizei der Länder vom 17. Juli 1922, das mit Gesetz vom 10. Juli 1926 wieder aufgehoben wurde.
Frankreich befürchtete eine verdeckte Aufrüstung und sah in der neuen Truppe eine Gefährdung seiner nationalen Sicherheit. Die geplante Fliegerkomponente einiger Sicherheitspolizeien musste wieder aufgegeben werden, auch wurden Artillerie und Panzer untersagt. Ausdrücklich bestand Frankreich auf der Abschaffung der grünen Uniform, da diese durchaus zutreffend als Tarnbekleidung wahrgenommen wurde. Daraufhin wurde in den meisten Ländern eine blaue Uniform (Preußen, Hamburg, Baden, Hessen, Thüringen, Oldenburg, Braunschweig, Lippe) eingeführt, nur Bayern, Württemberg, Mecklenburg und Bremen erhielten Röcke in dunkelgrüner Farbe. Die Hosen waren meist schwarz oder schwarzblau. Besonders auffällig war die sächsische Variante mit einer recht hellen mittelblauen Färbung. Es dauerte allerdings teilweise Jahre, bis die Neu-Uniformierung abgeschlossen war, da erst die bereits angeschafften Uniformen für die Sipo aufgebraucht werden mussten. Die Stahlhelme wurden in der Regel abgeschafft und erst um 1930 wieder ausgegeben. Die Begriffe „Sipo“ und „grüne Polizei“ hielten sich im Volksmund, aber auch in Behörden noch bis zum Ende der kasernierten Polizeien der Länder 1935.

## Stärke, Ausbildung, Ausrüstung und Bewaffnung

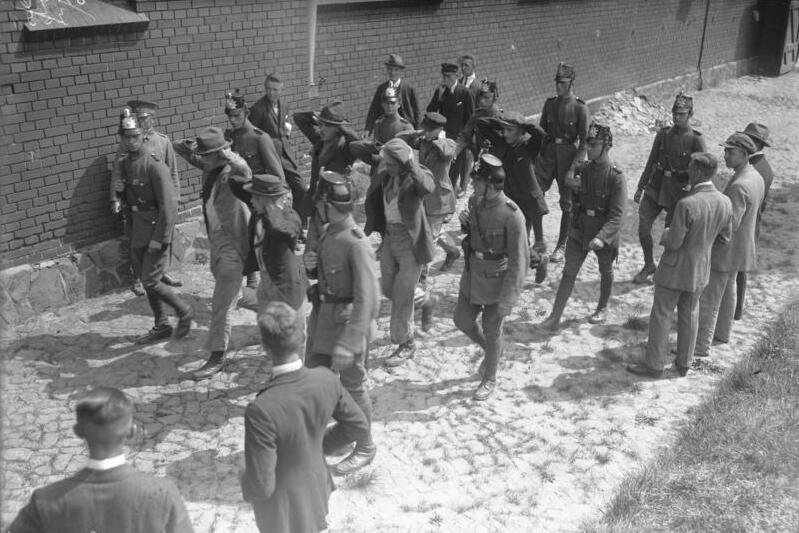
Brandenburg an der Havel, Polizeischule (Bundesarchiv)

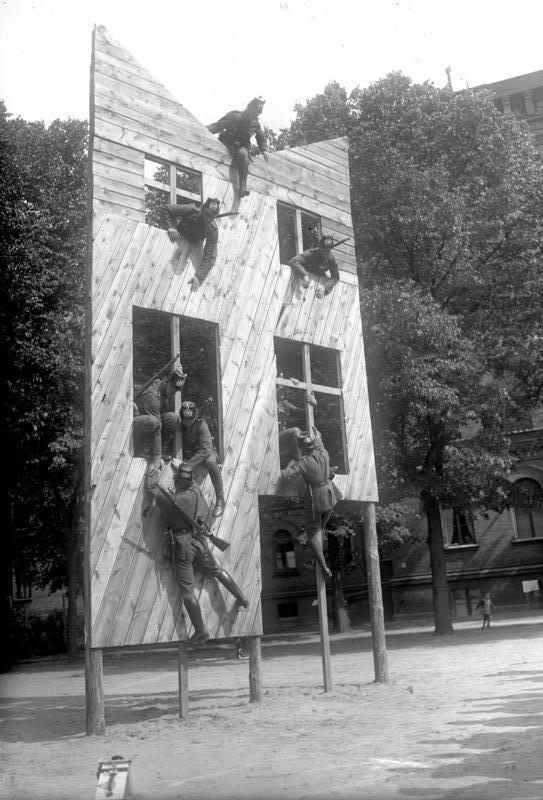
Schutzpolizei, Übung (Bundesarchiv)

Personalstärke der Schutz- und Ordnungspolizeien 1929 (Die Gesamtzahlen ergeben sich aus der Einbeziehung der Stärken der bundesstaatlichen Gendarmerien und der kommunalen Polizeien):
| Land                           | Schutz- oder Ordnungspolizei | Anwärter | Polizei insgesamt |
| ------------------------------ | ---------------------------- | -------- | ----------------- |
| Freistaat Preußen              | 52.905                       | 2.016    | 91.177            |
| Freistaat Bayern               | 09.131                       | keine    | 13.549            |
| Freistaat Sachsen              | 06.755                       | 0.328    | 12.657            |
| Volksstaat Württemberg         | 02.823                       | 0.467    | 04.782            |
| Republik Baden                 | 03.327                       | 0.124    | 04.988            |
| Volksstaat Hessen              | 02.000                       | 0.200    | 03.170            |
| Hamburg                        | 04.100                       | keine    | 04.782            |
| Bremen                         | 02.086                       | 0.100    | 02.345            |
| Lübeck                         | 00.431                       | 0.016    | 00.518            |
| Freistaat Oldenburg            | 00.375                       | 0.020    | 00.555            |
| Freistaat Mecklenburg-Schwerin | 00.900                       | 0.060    | 01.136            |
| Freistaat Braunschweig         | 00.570                       | 0.030    | 00.941            |
| Freistaat Thüringen            | 01.094                       | 0.175    | 02.804            |
| Freistaat Anhalt               | 00.260                       | 0.040    | 00.368            |
| Freistaat Lippe                | 00.015                       | keine    | 00.070            |

Die Ausbildung der Orpo/Schupo war paramilitärisch auf den so genannten Polizeikampf zugeschnitten, parallel wurden die Beamten jedoch auch auf eine Tätigkeit im Einzeldienst vorbereitet. In Hamburg und in der Stadt Oldenburg versahen die Beamten außerdem den größten Teil des Revierdienstes. Die Dienstzeit betrug, analog zur Reichswehr, 12 Jahre. Die Übernahme in die Kommunalpolizei oder Gendarmerie war keineswegs garantiert, obwohl generell eine Übernahme in den Verwaltungsdienst geplant war. Spätestens aber mit der Weltwirtschaftskrise von 1929 konnte dies nicht mehr realisiert werden, da alle Länder Personal einsparen mussten.

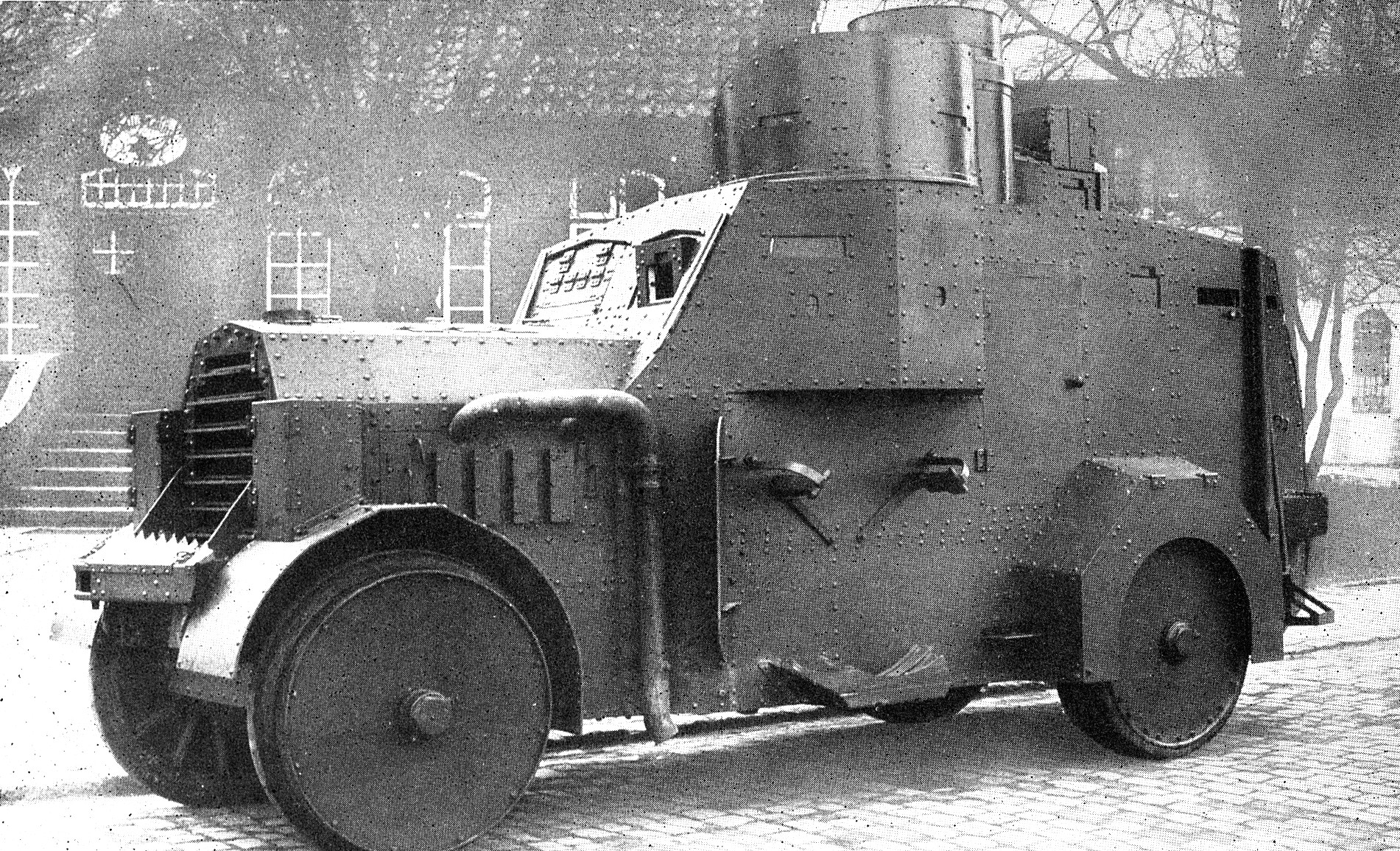
Polizei Sonderwagen Ehrhardt 21 um 1921

Die Ausrüstung und Bewaffnung war völlig auf den Kampfeinsatz gegen schwer bewaffnete Aufständische ausgelegt. Orpo/Schupo verfügten je nach Ländergröße über eine diverse Anzahl so genannter Sonderwagen, d. h. Polizeipanzer, mehrheitlich vom Modell Daimler DZVR 21 oder Ehrhardt/21, die in der Regel mit zwei Türmen mit je einem Maschinengewehr ausgerüstet waren. Maschinengewehre, Karabiner und Maschinenpistolen gehörten ebenso wie Handgranaten zur Ausrüstung. Die gesamte Ausbildung, Ausrüstung und Bewaffnung zielte auf eine bürgerkriegsähnliche Verwendung sowohl in Großstädten als auch auf dem freien Land ab.

## Einsätze

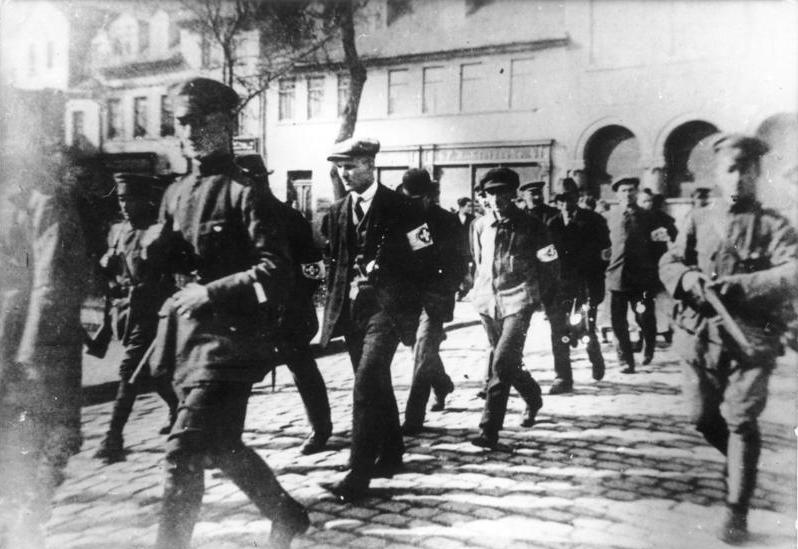
Märzkämpfe in Mitteldeutschland, Eisleben (Bundesarchiv)

Die wichtigsten Einsätze der Sicherheitspolizei bzw. ihrer Nachfolgeformationen waren der im Anschluss an den Kapp-Putsch ausgebrochene Ruhraufstand im März/April 1920, der mitteldeutsche Aufstand im März/April 1921 und der Hamburger Aufstand im Oktober 1923, die zum Teil von der KPD initiiert waren. Ab 1929 bis zur so genannten „Machtergreifung“ der Nationalsozialisten waren die kasernierten Polizeien nahezu ununterbrochen im Einsatz zum Schutz oder der Auflösung von Demonstrationen und der Sicherung politischer Veranstaltungen.

## Die Entwicklung ab 1933

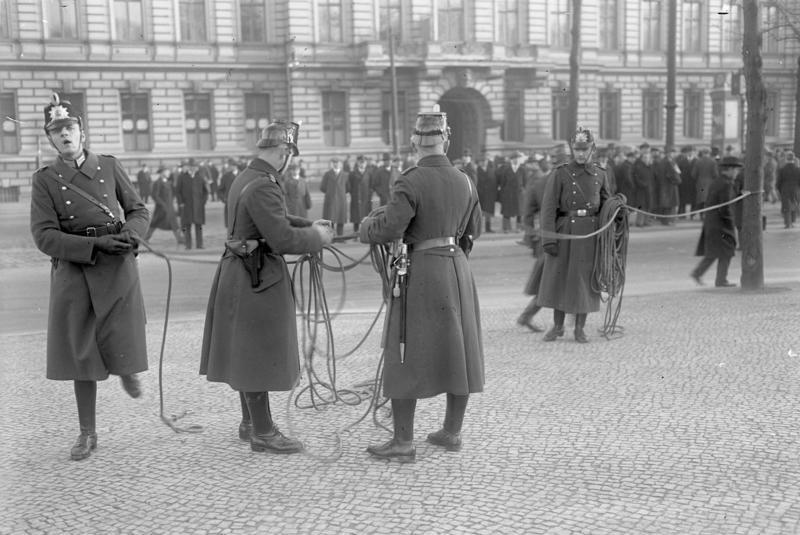
Berlin, Absicherung einer Reichstagssitzung (Bundesarchiv)

Das nationalsozialistische Konzept des Volksstaats sah ursprünglich nur eine sehr schwache Polizei vor. Wie die Kommunisten sahen die Nationalsozialisten in den kasernierten Polizeien eine Art Prätorianergarde der demokratischen Parteien, vor allem der SPD in Preußen, die dort von 1919 bis 1932 ununterbrochen an der Regierung beteiligt war. Außerdem war der Hitlerputsch am 9. November 1923 in München durch das Eingreifen der bayerischen Landespolizei niedergeschlagen worden.
Mit der nationalsozialistischen Machtergreifung 1933 änderte sich diese Sicht. Im Zuge der von ihnen betriebenen Aufrüstung der Wehrmacht erkannten die neuen Machthaber in den kasernierten, straff organisierten Polizeiverbänden ein willkommenes Reservoir an Ausrüstung und erfahrenem Personal. Die entsprechenden Einheiten benannte man meist noch im Jahr 1933 in Landespolizei zurück- oder um. Die deutschen Landespolizeien wurden ab Januar 1934 dem Reichsministerium des Inneren unterstellt und nun möglichst einheitlich organisiert. Im August 1934 wurde die Einführung einer grünmelierten Uniform verfügt, die alten blauen konnten aber aufgetragen werden. Gleichzeitig sollten am Stahlhelm die Landeswappen entfallen und stattdessen auf der linken Seite ein Wappenschild in den Reichsfarben Schwarz-Weiß-Rot angebracht werden, auf der rechten Helmseite aber ein weißes, schwarz eingefasstes Hakenkreuz.
Dem zum 1. Juni 1935 neu eingeführten Posten des Oberbefehlshaber des Heeres (bis dahin Chef der Heeresleitung) wurde ein Kommando Landespolizei angegliedert. Mit Schreiben des OB Heer vom 20. Juni 1935 erhielten die Landespolizeibeamten unterhalb der Offiziersebene neue Dienstgradabzeichen nach dem Muster des Heeres (die Unterführer Kragen und Schulterklappen mit Tressenbesatz und Rangsternen, die Mannschaften Ärmelwinkel). Im Zuge der deutschen Aufrüstung wurden die deutschen Landespolizeien zwischen 1934 und 1936 nach und nach in die Wehrmacht überführt. In Bayern geschah dieser Schritt am 15. Oktober 1935, mit der geschlossenen Übernahme der Bayerischen Landespolizei in das Heer.